# Katedra w Dunkeld
Katedra w Dunkeld (ang. Dunkeld Cathedral) – kościół należący do Kościoła Szkocji, znajdujący się w miejscowości Dunkeld and Birnam (Perth and Kinross).
Nawa główna w ruinie, prezbiterium pełni obecnie funkcję kościoła parafialnego. Wieża od strony północno-zachodniej, bez transeptów o długości około 79,2 metrów. Prezbiterium: 4-przęsłowa sala o wymiarach około 31,3 x około 8,8 metrów, wybudowana w XIII wieku, przebudowana na początku XIV wieku; wnętrze z partiami północnych murów arkadowych, sedilia od strony południowej z półkolistymi łukami. Kościół ponownie zadaszony w 1600 roku, odnowiony w 1691 roku; naprawiony w 1762 roku; okna ponownie ozdobione maswerkami, nowe pinakle i gzyms, w latach 1814-1818, kościół ponownie zadaszony i ponownie wyposażony przez architekta Archibalda Elliota oraz przez architektów: Dunna i Watsona w 1908 roku. Nawa główna 7-przęsłowa z nawami bocznymi o długości około 37,1 metrów, wzniesiona w latach 1406-1464; południowa nawa boczna zasklepiona wcześniej. Okrągłe filary, półkorągłe okna z maswerkami w triforium znajdujące się w clerestorium. Wieża od północnego zachodu i przebudowa fasady zachodniej; około 1469-1480: wieża 3-przęsłowa na planie kwadratu o długości boku około 7,3 metrów; wysokość wieży około 29,2 metra; parter nakryty sklepieniami żebrowymi z otworami na dzwony i malowidłami ściennymi. Dach dwuspadowy zastąpiony płaskim w 1815 roku. Kapitularz: 2-kondygnacyjny znajdujący się od północnej strony prezbiterium, powstały koło 1450-1475. Parter zasklepiony dwoma przegrodami.